# Partito Laburista delle Figi
Il Partito Laburista delle Figi (in lingua inglese: Fiji Labour Party - FLP) è un partito politico figiano.

## Risultati elettorali
| Elezione      | Voti    | %     | Seggi   |
| ------------- | ------- | ----- | ------- |
| Generali 1987 | 461.056 |       | 28 / 52 |
| Generali 1992 | 56.948  | 16,1  | 13 / 70 |
| Generali 1994 | 51.951  | 14,6  | 7 / 70  |
| Generali 1999 | 231.946 | 32,2  | 37 / 71 |
| Generali 2001 |         | 34,8  | 27 / 71 |
| Generali 2006 | 300.797 | 39,18 | 31 / 71 |
| Generali 2014 | 11.670  | 2,35  | 0 / 50  |
| Generali 2018 | 2.800   | 0,62  | 0 / 51  |